# Arkadiko
Arkadiko (griechisch Αρκαδικό (n. sg.)) ist eine Ortsgemeinschaft in der griechischen Gemeinde Epidavros. Sie liegt an der alten Nationalstraße Ethniki Odos 70 zwischen Nafplio und Lygourio und besteht aus dem Hauptort Arkadiko und dem etwa 1,5 km westlich gelegenen Ort Agios Ioannis.

## Sehenswürdigkeiten
In dem Bereich von Arkadiko gibt es zahlreiche Sehenswürdigkeiten. So befindet sich am nördlichen Ortsrand eine der drei mykenischen Brücken. Am südlichen Ende des Tsouroumi-Hügels etwa 300 m nördlich des Ortes liegen die Ruinen des alten Ortes, der früher Proudzeika (Προυντζαίικα) oder Broutzeika (Μπρουτζαίικα) genannt wurde. Der albanische Name zeigt, dass der Ort von Arvaniten, die im Mittelalter in Griechenland einwanderten, gegründet wurde. Etwa 1 km nordwestlich von Arkadiko kann die Burg Kastraki besichtigt werden.
Das Tholosgrab von Kazarma liegt im Ort Agios Ioannis direkt nördlich der Nationalstraße und auf dem Hügel etwa 350 m nördlich die Akropolis von Kazarma. Die am besten erhaltene mykenische Brücke liegt 160 m westlich von Agios Ioannis und ist von der Nationalstraße aus zu sehen. Von hieraus gibt es einen Wanderweg zur dritten mykenischen Brücke, die etwa 1 km westlich liegt. Von der mykenischen Brücke an der Straße kann man auch nach Norden durch eine Schlucht unterhalb der Akropolis von Kazarma zur etwa 500 m entfernten byzantinischen Kirche Agia Marina wandern. Vor der Schlucht liegen unterhalb des Wegs die Ruinen einer Horizontalrad-Wassermühle.